# Mårten Olofsson (borgmästare)
Mårten Olofsson, född på 1500-talet, död på 1600-talet, var en svensk borgmästare.

## Biografi
Mårten Olofsson var 1579–1580 förmyndare på Danvikens hospital, 1581 och 1584 kämnär, samt 1582 och 1585 rättafogde. Han var 1582, 1583 och 1584–1598 rådman i Stockholms stad. Mårten Olofsson förestod 1585 slaktarämbetet och 1586–1598 bagarämbetet. Han var fraktman och föreståndare för vinkällaren 1585–1592 och var 1594 byggmästare. Mårten Olofsson utsågs 1594 till stadens representant vid begravningshögtidligheterna och kung Sigismunds kröning i Uppsala. Han var från 1599 till 1610 borgmästare i Stockholm och riksdagsman vid riksdagen 1597 i Arboga, riksdagen 1602 i Stockholm och riksdagen 1607 i Stockholm. Mårten Olofsson representerade Stockholms stad vid Karl IX kröning. Han avled före 1612.

### Egendom
Ärvde ett stenhus vid Österlånggtan.

### Familj
Mårten Olofsson var gift med Brita Hansdotter, dotter till rådmannen Hans Andersson och Bengtsdotter. De fick tillsammans barnen Vedela Mårtensdotter (död 1650) som var gift med rådmannen Lasse Hindersson i Stockholm och assessorn Peder Törnsköld, Malin Mårtensdotter, Karin Mårtensdotter (död 1678) som var gift med rådmannen Knut Hindersson i Stockholm.